# Nordanå
Nordanå är även en by i Dragsfjärds kommun i Finland. Se även Nordanå, Skellefteå.
Nordanå är en kommungränsöverskridande tätort (före 2018 småort), huvudsakligen belägen i Staffanstorps kommun i Skåne län men även innefattande en del av Burlövs kommun. Nordanå var stationsort på Malmö–Simrishamns Järnvägar.
Nordanå ligger strax norr om Sege å. Söder om ån ligger Sunnanå i Burlövs kommun.
Nordanå ligger huvudsakligen i Görslövs socken.

## Befolkningsutveckling
| Befolkningsutvecklingen i Nordanrå 1990–2020 | Befolkningsutvecklingen i Nordanrå 1990–2020 | Befolkningsutvecklingen i Nordanrå 1990–2020 | Befolkningsutvecklingen i Nordanrå 1990–2020 | Befolkningsutvecklingen i Nordanrå 1990–2020 |
| -------------------------------------------- | -------------------------------------------- | -------------------------------------------- | -------------------------------------------- | -------------------------------------------- |
|                                              |                                              |                                              |                                              |                                              |
| År                                           |                                              |                                              | Folkmängd                                    | Areal (ha)                                   |
| 1990                                         | 1990                                         |                                              | 133                                          | 14#                                          |
| 1995                                         | 1995                                         |                                              | 129                                          | 15#                                          |
| 2000                                         | 2000                                         |                                              | 159                                          | 16#                                          |
| 2005                                         | 2005                                         |                                              | 139                                          | 20#                                          |
| 2010                                         | 2010                                         |                                              | 150                                          | 20#                                          |
| 2015                                         | 2015                                         |                                              | 148                                          | 36#                                          |
| 2020                                         | 2020                                         |                                              | 328                                          | 39                                           |
| Anm.: # Som småort.                          |                                              |                                              |                                              |                                              |